# Île Toc Vers
L'île Toc Vers est une île française située entre les îles de Saint-Martin et Saint-Barthélemy et rattachée à la collectivité de Saint-Barthélemy.

## Géographie
L'île Toc Vers se compose de trois petites îles rocheuses, alignées du nord au sud, culminant entre 15 et 43 mètres de hauteur. La plus grande île du groupe est au centre.  Elle fait partie de la Réserve naturelle nationale de Saint-Barthélemy à laquelle appartient également  l'île voisine de Frégate.